# Hayao Miyazaki
Hayao Miyazaki (宮崎駿, Miyazaki Hayao; rođen: Tokio, 5. siječnja 1941.) jedan je od najpoznatijih i najpoštovanijih stvaralaca animea (japanskih animiranih filmova).
Miyazaki je stvaralac mnogih popularnih anima filmova, kao i nekoliko manga (japanskih stripova). Iako je bio veoma nepoznat u zapadu izvan animacijskih krugova do osvajanja Oscara 2002. za animaciju Spirited Away, njegovi su filmovi bili uspješni u Japanu. Spirited Away film je s najvećom zaradom svih vremena u Japanu; Princess Mononoke i Howl's Moving Castle bili su ujednako uspješni. Mnogi njegovi filmovi istražuju temu ljudske povezanosti s prirodom, tehnologijom i suživotom između ljudske ambicije i pohlepe. Miyazaki je dobitnik nagrade za životno djelo na Svjetskom festivalu animiranog filma - Animafest Zagreb 2004.

## Dolazak Miyazakija na Zapad
U intelektualnoj shemi Starog kontinenta, japanska animacija odavno je gurnuta pod tepih zajedno s ostalim "šundom". Iako već tri generacije Europljana gledaju Candy Candy i Gundama, pa su se možda i navikle na velike oči i mecha (divovske robote), ipak je bilo golemo iznenađenje za sve kad je Zlatni medvjed Berlinalea 2002. predan u Miyazakijeve ruke.
Prije Princeze Mononoke, koja je došla u kina, Miyazakijeve filmove vidjelo je sigurno tisuću mladih u Hrvatskoj — svi na računalu. Japanska se animacija na Zapadu šverca kao droga, kroz mrežu pirata i amaterskih prijevoda.

## Pogled na svijet
Miyazaki je pomalo shizofreničan umjetnik. S jedne je strane veseo i zaigran. Sin tvorničara u zrakoplovnoj industriji, on voli crtati svjetlucave mehaničke igračke. Kad je Crveni Barun svoju eskadrilu nazvao "leteći cirkus", sigurno je sanjao o šarenim letjelicama kakve zuje u filmu Porco Rosso (1992.). To je Miyazakijev jedini crtić koji se odvija u Europi, a smješten je na bajkovitom Jadranu, koji izgleda kao križanac između tropskih atola i austrougarske rivijere iz sumraka belle epoque.
Međutim, iza romantičnih kulisa Porca Rossa, Miyazaki otkriva parade tenkova, talijanske nacionaliste i bijedne bodule. Prasac-pilot iz naslova hvali se: »Radije ću biti svinja nego fašist«. To je druga strana Miyazakija, vrlo neuobičajena za japanske crtiće. On je po uvjerenju marksist, zapravo narodni čovjek, pa u svojim bajkama ne izbjegava društvene bolesti i nepravdu. Kad bismo u povijesti igranog filma tražili redatelja koji titra na Miyazakijevoj frekvenciji, to je nedvojbeno John Ford. Nausikaja (1984.), postapokaliptična junakinja koja je proslavila Miyazakija, zamalo nije postala princeza jer se autor kolebao treba li je uključiti u "povlaštenu klasu".
Miyazakijeva filozofija emancipacije najbolje se vidi u jakim ženskim likovima, "majkama" koje se pojavljuju u svakom njegovu filmu. U Princezi Mononoke, Željeznim Gradom upravlja gospa Eboši, nekadašnja gejša. Miyazaki je to jednom objasnio ovako: da je postavio muškarca na čelo grada, to bi bio samo šef. Žena na vlasti je revolucionarka, makar radila sve isto kao i muškarac. Romantični marksist zvuči kao oksimoron, ali upravo je to proturječje Miyazakiju osiguralo besmrtnost. Iako on sam navodi neke prethodnike, kao što su ruski Konjić grbonjić i francuski Kralj i ptica, Miyazaki je potpuna novost. U svijetu visokobudžetne animacije on je prvi alkemičar likova.
U njegovu moralnom sustavu ništa nije jednostavno. Primjerice, Željezni Grad uništava prirodu, a nema većeg ljubitelja prirode od Miyazakija. Ali, kao što kaže sam redatelj, šume ne sijeku zlotvori, nego vrijedni i radišni ljudi. Svaki njegov lik ima dobre razloge za ono što čini. Tako se Miyazaki i nesvjesno suprotstavlja globalnim ekološkim dogmama: gospa Eboši ubija boga šume, koji je utjelovljenje prirode, i ne biva ubijena zauzvrat, nego i dalje vodi svoj mali narod! U američkoj i europskoj animaciji, nažalost, takve su stvari nedopustive, dok redatelj to komentira: »Želim da moj svijet sadrži i nemile ljude. Neću nikoga ubiti zato što je zao.«

## Manga i način rada
Japanac koji se iz djetinjstva najbolje sjeća Kradljivaca bicikla, Bressonovih filmova i Pepela i dijamanta sigurno osim čovjekoljublja ima i osjećaj za mračne strane čovjeka. Taj se mrak oslobodio u njegovim mangama (japanskim stripovima), gdje nasilje i mržnja vrebaju iza svakog ugla. Dok film Nausikaja ima sretan završetak, u istoimenoj mangi od desetak svezaka Miyazaki na kraju praktički istrijebi čitav ljudski rod.
Marljivost umjetnika slijepa je točka mnogih kritičara koji naivno veličaju talent. No, dobar animator je u prvom redu i možda jedino dobar radnik. Glatka i ispolirana animacija njegovih filmova proizlazi iz toga što Miyazaki pozorno prati rad svoje ekipe i sam crta mnoge sličice koje mu ne izgledaju dobro ili gdje likovi nisu prirodni. Po tome se razlikuje od većine japanskih redatelja, koje bi svatko mogao nazvati zanatlijama. Čak i zvijezda kao što je Mamoru Oshii (Ghost in the Shell) uopće ne provjerava animaciju, nego to čine njegovi tehnički voditelji. U tom pogledu, intervjui s Miyazakijem uzbudljivo su štivo jer otkrivaju bogatu pozadinu njegovih dječjih filmova — detaljno razrađenu arhitekturu i botaniku, tehnologiju, kaste i mentalitete. Miyazaki je demijurg u pravom smislu riječi.
Ipak, on je posljednji koji bi za sebe rekao da je velikan. »Kad radim animaciju, uvijek mi se čini da proizvodim velike laži. Na primjer, kakav bi to bio pozitivan lik kad bih nacrtao ružnu djevojku? Ona mora biti zgodna, nema mi druge. Što se može, mi ipak proizvodimo samo zabavu.«

## Filmografija

### Redatelj
- Future Boy Conan - (未来少年コナン Mirai Shōnen Conan), 1978. (TV serija)
- The Castle of Cagliostro (Lupin III) - (ルパン三世カリオストロの城 Rupan sansei: Kariosutoro no shiro), 1979.
- Nausicaä of the Valley of the Wind - (風の谷のナウシカ Kaze no tani no Naushika), 1984.
- Castle in the Sky - Laputa: The Castle in the Sky (天空の城ラピュタ Tenkū no shiro Rapyuta), 1986.
- My Neighbor Totoro - (となりのトトロ Tonari no Totoro), 1988.
- Kiki's Delivery Service - (魔女の宅急便 Majo no takkyubin), 1989.
- Porco Rosso - (紅の豚 Kurenai no buta), 1992.
- On Your Mark, 1995.
- Princeza Mononoke - (もののけ姫 Mononoke Hime), 1997.
- Avanture male Chihiro - (千と千尋の神隠し Sen to Chihiro no Kamikakushi), 2001.
- Leteći dvorac - (ハウルの動く城 Hauru no Ugoku Shiro), 2004.
- Ponyo na litici uz more - (崖の上のポニョ Gake no ue no Ponyo), 2008.

### Scenarist
- Whisper of the Heart - (耳をすませば; Mimi o Sumaseba), 1995.

## Vanjske poveznice
- Miyazaki Information at Nausicaa.net
- The Official Studio Ghibli Site (Japanese)
- Profile at Japan Zone
- Miyazaki na platformi IMDb
- Razgovor o Miyazakiju na stranici New Yorker
- Kritika Miyazakija - Mamoru Oshii